# Genbank
Genbank är ett samlingsnamn för ett flertal metoder för att bevara biologisk mångfald. Anledningarna till att man använder genbanker är flera, men vanligast är det för att skydda utrotningshotade arter eller arter som riskerar att bli utrotningshotade. Det krävs olika metoder för olika typer av växter och djur.

## Kryoteknik
Den metod som har flest bevarade arter är den metod då man fryser ner frön, växtdelar (sticklingar), spermier och ägg. Denna metod kallas kryoteknik, eller mer specifikt kryobiologi. Denna metod utvecklas konstant för att öka kvaliteten på de exemplar som tas om hand. Kryoteknik har mest framgång hos arter som efter att ha tinats upp direkt kan planteras ut. Arter som kräver befruktning har inte samma enkla förlopp, utan behöver hjälp. Hos djur innebär detta en hona av samma art.
För växter som bär frö är denna metod mycket användbar och gör det möjligt att bevara exemplar i åtskilliga år, i många fall drygt 100 år.

## Botaniska trädgårdar

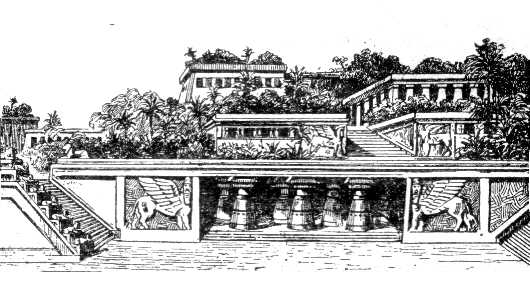
Tolkning av de hängande trädgårdarna i Babylon, från franska Petit Larousse, 1912

Botaniska trädgårdar har förekommit sedan de legendariska Hängande Trädgårdarna i Babylon cirka 570 f.Kr. Dess syfte har gått från fokus på estetik och lyx, till att innefatta uppskattningsvis 15 % av jordens alla växtarter. I dag finns det cirka 2000 botaniska trädgårdar runt om i världen, vilken gör dem till en betydande genbank.
Att det finns ett så stort antal botaniska trädgårdar gör att växter som är utrotningshotade i sin naturliga miljö kan genom dessa genbankers uppsättning av genetisk mångfald skapa en större bas för artens DNA, deoxyribonucleic acid.

## Akvarier
Att skapa genbank för vattenlevande växter och djur är ännu inte lika vanligt förekommande som andra typer av genbanker, men är mycket viktigt.
Det finns pågående projekt i USA, Nordamerika och vid Viktoriasjön i Afrika, för att skydda utrotningshotade vattenlevande djur i dessa områden.
Akvarier är i dagens globala klimatpåverkan mycket viktiga då många floder, sjöar och andra vattendrag är starkt påverkade av människans inverkan. Vår konsumtion, nersmutsning och användning av dessa vattendrag skapar obalans för de djur och växter som lever där.

## Vetenskapliga växthus

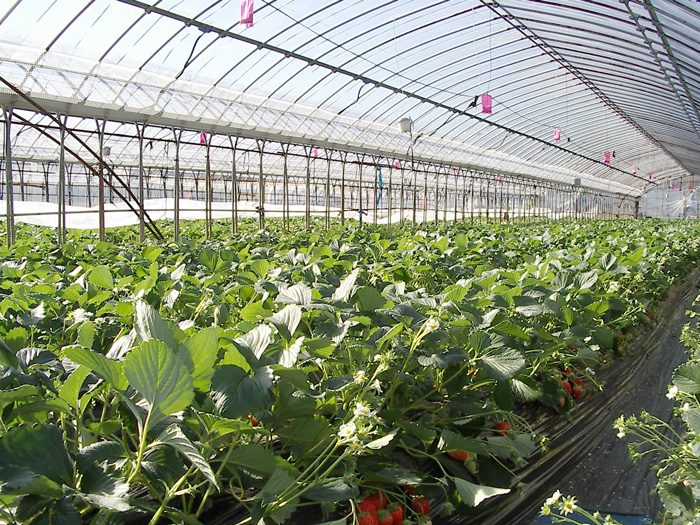
Växthus som odlar jordgubbar.

För att minska påverkan i växters naturliga miljö, finns växthus som syftar till att forska om utrotninghotade arter. De behöver då inte störa den ofta ömtåliga balans som finns ute i naturen. Forskarna kan då söka efter anledningar till artens sårbarhet, dess potentiella behov för att säkert kunna återplanteras i det vilda och försöka utvidga den genetiska mångfalden (genom samarbeten med botaniska trädgårdar och andra vetenskapliga växthus).

## Djurparker
Bland djur finns det en metod som är långt mer framgångsrik än andra, och det är djurparker. Dock är det långt ifrån många vilda djurarter som förökar sig i större utsträckning i denna typ av fångenskap.
Dagens djurparker samarbetar globalt, för att stärka den genetiska mångfalden hos utrotningshotade djurarter. Man har noggrann kontroll över varje djurs släkthistoria och är noga med att se faror som inavel. Detta innebär att djurparker över hela världen byter djur, för att undvika att de djur som lever i fångenskap ska drabbas av inavel.
De moderna djurparkerna jobbar oftast för ett system som innebär att man försöker återföra djuret till sitt naturliga klimat (område) inom 3 generationer. Detta för att öka den genetiska variationen i det vilda, lika väl som i djurparkerna.

## Djurbesättning som levande genbank
Denna typ av genbank används för att bevara en ras ursprungliga karaktär samt till djur som är svåra att bevara via andra metoder som t.ex. kryoteknik. Denna teknik används i bl.a. Sverige för bevarandet av de svenska lantraserna av de ideella bevarandeföreningarna på uppdrag av Jordbruksverket. Metoden innebär att man håller en ras i dess ursprungliga form inom genbanken. Ingen inblandning eller korsbefruktning får förekomma inom genbanken. 

## Naturreservat
Naturreservat, naturskyddsområden och andra liknande typer av skyddade områden är en annan typ av genbank, som syftar till att bevara utsatta eller unika områden.
I detta fall jobbar man för att hålla den vilda, naturliga balansen så orörd som möjligt, för att gynna det naturliga förloppet av genetisk utveckling. 

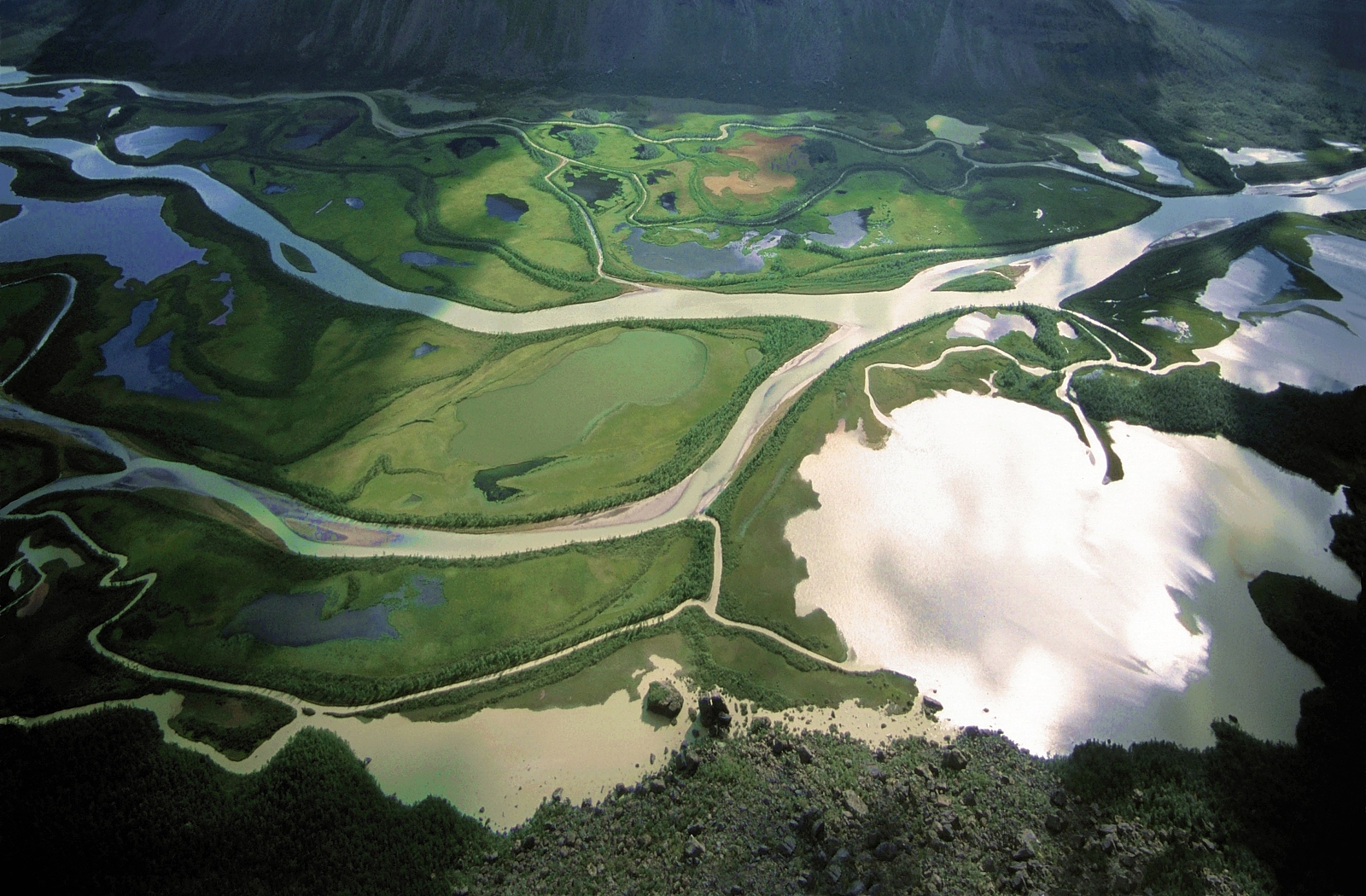
Naturskyddat område, stora selet vid Rapadalens mynning mot öster, Sarek

Dessa typer av skyddade områden är ytterst viktiga, för att man ska kunna hålla en sund utveckling, där människans påverkan är så begränsad som möjligt.
Som kontrast till de andra typerna av genbanker är detta både billigare och i vissa aspekter även sundare ur ett genetiskt perspektiv, då den genetiska mångfalden sker i en naturligare takt.
Med dessa genbanker kan man ge en större chans till fattigare länder, som genom att skydda sin natur, kan sprida kunskap om vikten av att ta hand om den mark man lever av. De låga kostnaderna för vissa typer av naturskydd gör detta till en i längden hållbarare genbank.

## GIS
GIS (Geografiska informationssystem) är en metod för att kunna se hur specifika områden förändras under en viss tid. GIS kan analysera bland annat topografi, jordmån/typ, klimat, pH och densitet. Detta gör GIS mycket användbart när man fortlöpande vill kontrollera olika platsers utveckling. Man kan se förändringar som skett sedan man tog prover eller se om det finns behov av att skydda en eller flera arter i området.
GIS hjälper forskare och vetenskapsmän att mer specifikt kunna se hur områden förändras, då man kan sammanställa informationen via datorprogram och få en mer komplett bild av vad som sker. Då man för samman andra metoder och tekniker till informationen GIS har samlat in, kan man se djupare analyser av områden.
Flera projekt pågår, vilket kommer att kunna ge ny kunskap till forskare och fältarbetande vetenskapsmän inom snar framtid. 
Annars är GIS mest känd inom sina användningsområden så som GPS och används flitigt inom landskapsplanering (placering av byggnader mm).